# مرکز ملی خشکسالی و مدیریت بحران ایران
مرکز ملی خشکسالی و مدیریت بحران، مرکزی برای مطالعات، پایش و هشدار خشکسالی در سازمان هواشناسی است که وظایف اصلی آن جمع‌آوری داده‌ها و اطلاعات خشکسالی، پایش پیش‌بینی، پیش‌آگاهی و صدور هشدار خشکسالی، و اطلاع‌رسانی به عموم مردم و دستگاه‌های دولتی جهت جلوگیری یا مدیریت بحران خشکسالی است.
این مرکز ضمن جمع‌آوری آمار بارش، دما، گرد و غبار و دیگر پارامترهای جوی ایستگاه‌های سینوپتیک در سطح کشور پس از تحلیل آماری، بیش از ۱۲۰ خدمت روزانه، هفتگی، ماهانه، فصلی و سالیانه را ارائه می‌دهد.

## تاریخچه
در پی خشکسالی‌های گسترده سال‌های گذشته که لطمات زیادی به بدنه اقتصادی و اجتماعی ایران وارد کرد و بر اساس نیاز به پایش، پیش‌بینی و هشدار خشکسالی ستاد خشکسالی ایران، در سال ۱۳۸۷، در سازمان هواشناسی ایجاد شد.

## خدمات
تعدادی از محصولات این مرکز به شرح زیر است:
- پهنه‌بندی شاخص خشکسالی SPI به‌صورت ۳۶٬۲۴٬۱۲٬۹٬۶٬۳٬۱ ماهه که هر ماه به‌روز می‌شود و به تفکیک استان و حوزه آبخیز در سایت سازمان هواشناسی اعلام می‌شود.
- پهنه‌بندی میزان بارش روزانه که تا ۱۰ روز به‌صورت پیوسته قابل دسترس است و بارش سال زراعی و مقایسه با سال گذشته و بلندمدت که به صورت روزانه به‌روز می‌شود.
- پهنه‌بندی دمای میانگین ومقایسه با بلندمدت و سال گذشته که به‌صورت روزانه، هفتگی، ماهانه، فصلی و سالانه اعلام می‌شود.
- پهنه‌بندی شاخص دهک و درصد از نرمال که به‌صورت ماهانه تهیه و به‌روزرسانی می‌شود.
- نقشه هم‌تعداد دیده‌بانی گرد و غبار به‌صورت ماهانه، فصلی و سالانه
- نقشه هم مقدار رطوبت نسبی و تبخیر و ساعات آفتابی که به‌صورت ماهانه و فصلی و سالانه به‌روزرسانی می‌شود.
- گزارش‌های هفتگی و ماهانه و فصلی و سالانه
- تصاویر ماهواره‌ای مشتمل بر شاخص‌های مختلف مرتبط با خشکسالی که هر هفته پس از به‌روزرسانی، در سایت سازمان هواشناسی اعلام می‌شود.